# Mírkov
Mírkov (německy Mörkau) je vesnice, ležící zhruba 6,5 kilometru severovýchodně od města Ústí nad Labem, v nadmořské výšce 360 metrů. Mírkov představuje jednu z částí obce Povrly a sestává ze dvou základních sídelních jednotek, vlastního Mírkova (při sčítání lidu roku 2001 zde bylo 17 domů se 74 obyvateli) a samoty Blansko pod stejnojmenným hradem (1 dům se 6 obyvateli).

## Historie
Počátky kolonizace spadají hluboko do 13. století. První písemná zmínka o Mírkovu pochází z roku 1411 (Mierkow), kdy byl majitelem vsi Jiří z Polep. Do roku 1848 byla obec součástí Březensko-Všebořického panství.

## Obyvatelstvo
Při sčítání lidu v roce 1921 zde žilo 170 obyvatel (z toho 82 mužů), z nichž byl jeden Čechoslovák a 169 Němců. Všichni se hlásili k římskokatolické církvi. Podle sčítání lidu z roku 1930 měla vesnice 170 obyvatel německé národnosti, kteří byli, až na jednoho člověka bez vyznání, římskými katolíky.
|                                       | 1869 | 1880 | 1890 | 1900 | 1910 | 1921 | 1930 | 1950 | 1961 | 1970 | 1980 | 1991 | 2001 | 2011 |
| ------------------------------------- | ---- | ---- | ---- | ---- | ---- | ---- | ---- | ---- | ---- | ---- | ---- | ---- | ---- | ---- |
| Obyvatelé                             | 294  | 255  | 240  | 275  | 282  | 281  | 273  | 141  | 84   | 98   | 94   | 80   | 80   | 67   |
| Domy                                  | 53   | 53   | 53   | 52   | 55   | 54   | 57   | 57   | 33   | 25   | 20   | 15   | 18   | 22   |
| Tabulka zahrnuje údaje osady Blansko. |      |      |      |      |      |      |      |      |      |      |      |      |      |      |

## Pamětihodnosti
- Kaple z roku 1800 v Mírkově. Kaple s věžičkou stojí na návsi u rybníka. Býval zde zvon z roku 1728, dnes nezvěstný.
- Torzo poutní skalní kaple Navštívení Panny Marie

### Fotogalerie

Začátek vesnice
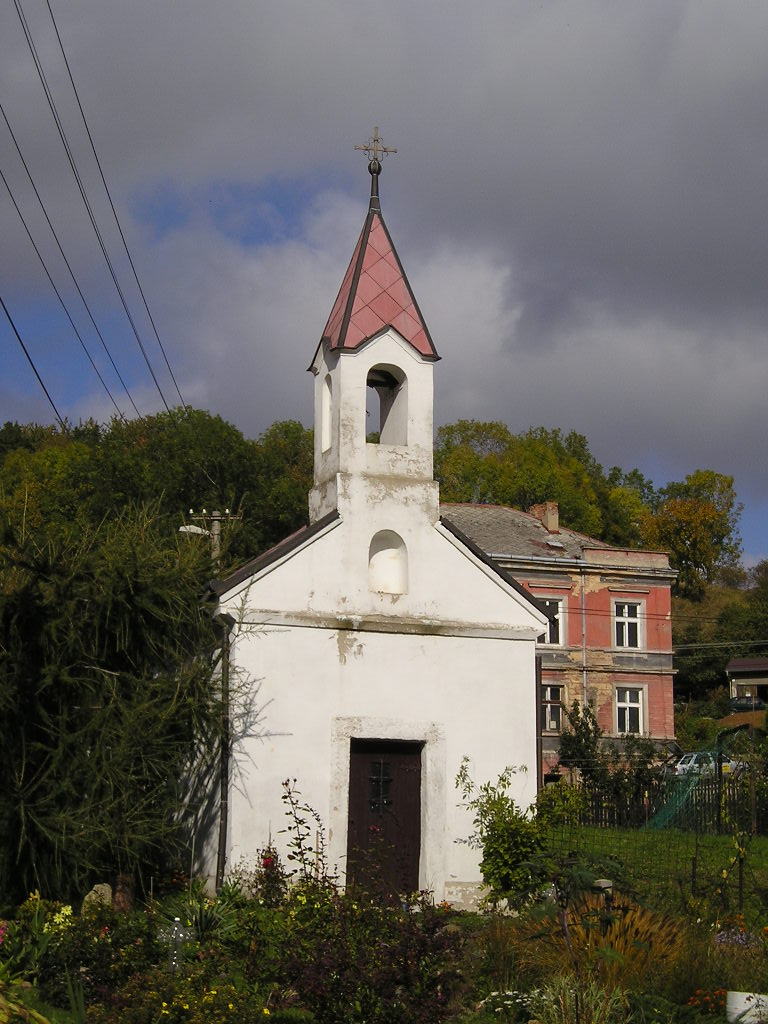
Kaple z roku 1800
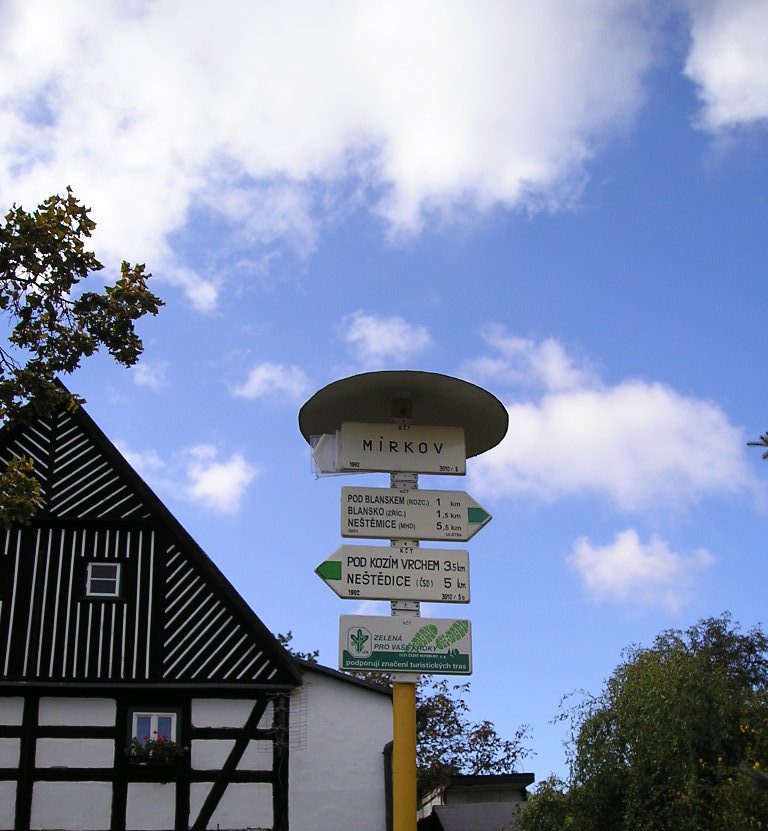
Turistický rozcestník
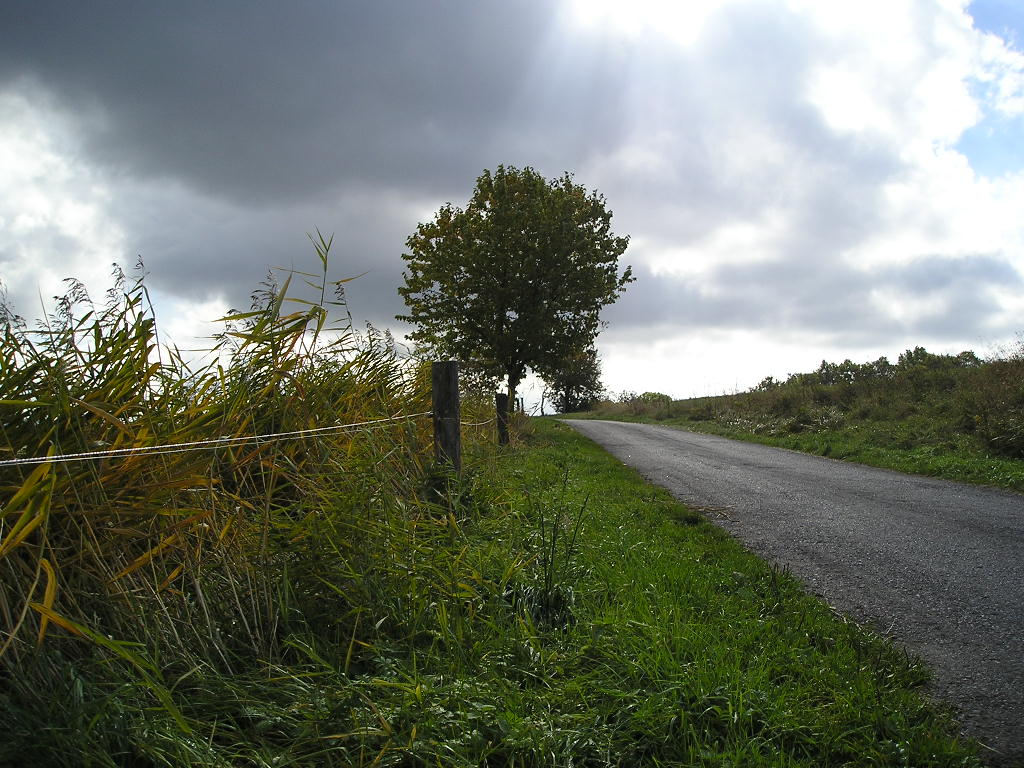
Silnice z Mírkova do Neštěmic